# Lijst van hoogste gebouwen in Nevada
Dit is een lijst van hoogste gebouwen in Nevada. In deze lijst zijn alle voltooide gebouwen in Nevada opgenomen met een architectonische hoogte van 100 meter of meer. Bij de architectonische hoogte worden wel torenspitsen meegerekend, maar geen antennes of vlagstokken. 53 van de in totaal 54 gebouwen die deze hoogte van 100 meter overschrijden bevinden zich in de agglomeratie van Las Vegas.

## Lijst
| #  | Naam                                 | Architectonische hoogte | Voltooid | Verdiepingen (bovengronds) | Plaats     | Afbeelding          |
| -- | ------------------------------------ | ----------------------- | -------- | -------------------------- | ---------- | ------------------- |
| 1  | The Palazzo                          | 196 m                   | 2007     | 53                         | Paradise   |                     |
| 2  | Encore                               | 192 m                   | 2008     | 52                         | Paradise   |                     |
| 3  | Trump International Hotel and Tower  | 190 m                   | 2008     | 64                         | Paradise   |                     |
| 4  | Wynn                                 | 187 m                   | 2005     | 45                         | Paradise   |                     |
| 5  | Cosmopolitan Casino Beach Club Tower | 184 m                   | 2010     | 50                         | Paradise   |                     |
| 5  | Cosmopolitan Casino Spa Tower        | 184 m                   | 2010     | 52                         | Paradise   |                     |
| 7  | Aria Resort & Casino                 | 183 m                   | 2009     | 60                         | Paradise   |                     |
| 8  | Planet Hollywood Towers              | 182 m                   | 2009     | 50                         | Paradise   |                     |
| 9  | Vdara Hotel & Spa                    | 170 m                   | 2009     | 55                         | Paradise   |                     |
| 10 | Waldorf Astoria Las Vegas            | 164 m                   | 2009     | 47                         | Paradise   |                     |
| 11 | New York-New York Hotel & Casino     | 161 m                   | 1997     | 49                         | Paradise   |                     |
| 12 | Palms Place                          | 158 m                   | 2008     | 50                         | Paradise   |                     |
| 13 | Bellagio                             | 156 m                   | 1998     | 36                         | Paradise   |                     |
| 14 | Sky Las Vegas                        | 152 m                   | 2007     | 45                         | Winchester |                     |
| 15 | Delano Las Vegas                     | 148 m                   | 2003     | 43                         | Paradise   |                     |
| 16 | The Martin                           | 147 m                   | 2009     | 42                         | Paradise   | (uiterst rechts)    |
| 17 | Mandalay Bay                         | 146 m                   | 1999     | 43                         | Paradise   |                     |
| 18 | Turnberry Place I                    | 145 m                   | 2001     | 38                         | Winchester | (links)             |
| 18 | Turnberry Place II                   | 145 m                   | 2002     | 38                         | Winchester | (rechts)            |
| 18 | Turnberry Place III                  | 145 m                   | 2004     | 38                         | Winchester | (tweede van rechts) |
| 18 | Turnberry Place IV                   | 145 m                   | 2006     | 38                         | Winchester | (rechts)            |
| 22 | The Signature at MGM Grand Tower I   | 145 m                   | 2006     | 38                         | Paradise   |                     |
| 22 | The Signature at MGM Grand Tower II  | 145 m                   | 2006     | 38                         | Paradise   |                     |
| 22 | The Signature at MGM Grand Tower III | 145 m                   | 2007     | 38                         | Paradise   |                     |
| 22 | The Venetian                         | 145 m                   | 1999     | 35                         | Paradise   |                     |
| 26 | Allure Las Vegas I                   | 142 m                   | 2007     | 41                         | Las Vegas  |                     |
| 27 | Palms Fantasy Tower                  | 140 m                   | 2006     | 40                         | Paradise   |                     |
| 28 | Turnberry East Tower                 | 138 m                   | 2007     | 45                         | Winchester | (rechts)            |
| 28 | Turnberry West Tower                 | 138 m                   | 2008     | 45                         | Winchester | (midden)            |
| 30 | Veer Tower East                      | 137 m                   | 2010     | 36                         | Paradise   |                     |
| 30 | Veer Tower West                      | 137 m                   | 2010     | 36                         | Paradise   |                     |
| 32 | Caesars Palace Tower                 | 133 m                   | 1998     | 29                         | Paradise   |                     |
| 33 | Palms Casino Hotel                   | 129 m                   | 2001     | 42                         | Paradise   | (rechts)            |
| 33 | Rio Masquerade Tower                 | 129 m                   | 1997     | 42                         | Paradise   |                     |
| 35 | Panorama Tower I                     | 128 m                   | 2006     | 32                         | Paradise   | (midden)            |
| 35 | Panorama Tower II                    | 128 m                   | 2008     | 32                         | Paradise   | (links)             |
| 37 | Silver Legacy Resort & Casino        | 125 m                   | 1995     | 38                         | Reno       |                     |
| 38 | Hilton Grand Vacations Suites II     | 123 m                   | 2006     | 38                         | Winchester |                     |
| 39 | The D Las Vegas                      | 122 m                   | 1980     | 33                         | Las Vegas  |                     |
| 40 | Bellagio Spa Tower                   | 120 m                   | 2004     | 33                         | Paradise   |                     |
| 41 | Planet Hollywood Resort & Casino     | 119 m                   | 2000     | 39                         | Paradise   |                     |
| 42 | LVH – Las Vegas Hotel & Casino       | 114 m                   | 1969     | 30                         | Winchester |                     |
| 43 | Marriott's Grand Chateau             | Ca. 113 m               | 2005     | 37                         | Paradise   |                     |
| 44 | Treasure Island Hotel & Casino       | 112 m                   | 1993     | 36                         | Paradise   |                     |
| 45 | Paris                                | 112 m                   | 1999     | 34                         | Paradise   |                     |
| 46 | Augustus Tower                       | 111 m                   | 2005     | 26                         | Paradise   |                     |
| 47 | Bally's North Tower                  | 110 m                   | 1973     | 26                         | Paradise   |                     |
| 47 | Bally's South Tower                  | 110 m                   | 1981     | 26                         | Paradise   |                     |
| 49 | Park MGM                             | 110 m                   | 1996     | 32                         | Paradise   |                     |
| 50 | Luxor Hotel                          | 107 m                   | 1993     | 30                         | Paradise   |                     |
| 50 | Octavius Tower                       | 107 m                   | 2012     | 23                         | Paradise   |                     |
| 52 | Circus Circus West Tower             | 103 m                   | 1996     | 35                         | Winchester |                     |
| 53 | The Mirage                           | 102 m                   | 1989     | 31                         | Paradise   |                     |
| 54 | Newport Lofts                        | 102 m                   | 2007     | 23                         | Las Vegas  |                     |